# Acanthomorpha
Acanthomorpha (que significa "em forma de espinho" em grego) é um táxon extraordinariamente diverso de peixes teleósteos com raias espinhosas. O clado contém cerca de um terço das espécies modernas de vertebrados do mundo: mais de 14.000 espécies.
Uma inovação anatômica chave nos acantomorfos são os espinhos ocos e não segmentados na borda anterior das nadadeiras dorsal e anal. Um peixe pode estender esses espinhos ósseos afiados para se proteger de predadores, mas também pode retraí-los para diminuir o arrasto ao nadar. Outra característica comum é uma cartilagem rostral particular, associada a ligamentos presos ao rostro e pré-maxilar, que permite ao peixe projetar suas mandíbulas consideravelmente para pegar comida.
Rosen cunhou o nome em 1973 para descrever um clado que compreende Acanthopterygii, Paracanthopterygii e também fósseis ctenotrissiformes do período Cretáceo, como Aulolepis e Ctenothrissa. Esses fósseis compartilham vários detalhes do esqueleto, e especialmente do crânio, com acantomorfos modernos. Originalmente baseado na anatomia, Acanthomorpha foi confirmado por análises moleculares mais recentes.

## Filogenia
A filogenia de peixes ósseos
| Zeiariae | Zeiformes (dories)                                                                              |
|          | Zeiformes (dories)                                                                              |
| Gadariae | \| \| Stylephoriformes (tube-eyes, thread-fins) \| \| \| \| \| \| Gadiformes (cods) \| \| \| \| |
|          | \| \| Stylephoriformes (tube-eyes, thread-fins) \| \| \| \| \| \| Gadiformes (cods) \| \| \| \| |
|          | Stylephoriformes (tube-eyes, thread-fins)                                                       |
|          |                                                                                                 |
|          | Gadiformes (cods)                                                                               |
|          |                                                                                                 |

|  | Stylephoriformes (tube-eyes, thread-fins) |
|  |                                           |
|  | Gadiformes (cods)                         |
|  |                                           |

| Zeiariae | Zeiformes (dories)                                                                              |
|          | Zeiformes (dories)                                                                              |
| Gadariae | \| \| Stylephoriformes (tube-eyes, thread-fins) \| \| \| \| \| \| Gadiformes (cods) \| \| \| \| |
|          | \| \| Stylephoriformes (tube-eyes, thread-fins) \| \| \| \| \| \| Gadiformes (cods) \| \| \| \| |
|          | Stylephoriformes (tube-eyes, thread-fins)                                                       |
|          |                                                                                                 |
|          | Gadiformes (cods)                                                                               |
|          |                                                                                                 |

|  | Stylephoriformes (tube-eyes, thread-fins) |
|  |                                           |
|  | Gadiformes (cods)                         |
|  |                                           |

| Zeiariae | Zeiformes (dories)                                                                              |
|          | Zeiformes (dories)                                                                              |
| Gadariae | \| \| Stylephoriformes (tube-eyes, thread-fins) \| \| \| \| \| \| Gadiformes (cods) \| \| \| \| |
|          | \| \| Stylephoriformes (tube-eyes, thread-fins) \| \| \| \| \| \| Gadiformes (cods) \| \| \| \| |
|          | Stylephoriformes (tube-eyes, thread-fins)                                                       |
|          |                                                                                                 |
|          | Gadiformes (cods)                                                                               |
|          |                                                                                                 |

|  | Stylephoriformes (tube-eyes, thread-fins) |
|  |                                           |
|  | Gadiformes (cods)                         |
|  |                                           |

| Zeiariae | Zeiformes (dories)                                                                              |
|          | Zeiformes (dories)                                                                              |
| Gadariae | \| \| Stylephoriformes (tube-eyes, thread-fins) \| \| \| \| \| \| Gadiformes (cods) \| \| \| \| |
|          | \| \| Stylephoriformes (tube-eyes, thread-fins) \| \| \| \| \| \| Gadiformes (cods) \| \| \| \| |
|          | Stylephoriformes (tube-eyes, thread-fins)                                                       |
|          |                                                                                                 |
|          | Gadiformes (cods)                                                                               |
|          |                                                                                                 |

|  | Stylephoriformes (tube-eyes, thread-fins) |
|  |                                           |
|  | Gadiformes (cods)                         |
|  |                                           |

|  | Beryciformes (alfonsinos; whalefishes)           |
|  |                                                  |
|  | Trachichthyiformes (pinecone fishes; slimeheads) |
|  |                                                  |

| Holocentrimorphaceae | Holocentriformes (squirrelfish; soldier fishes) |
|                      | Holocentriformes (squirrelfish; soldier fishes) |
|                      | Percomorpha                                     |
|                      |                                                 |

|  | Beryciformes (alfonsinos; whalefishes)           |
|  |                                                  |
|  | Trachichthyiformes (pinecone fishes; slimeheads) |
|  |                                                  |

| Holocentrimorphaceae | Holocentriformes (squirrelfish; soldier fishes) |
|                      | Holocentriformes (squirrelfish; soldier fishes) |
|                      | Percomorpha                                     |
|                      |                                                 |

|  | Beryciformes (alfonsinos; whalefishes)           |
|  |                                                  |
|  | Trachichthyiformes (pinecone fishes; slimeheads) |
|  |                                                  |

| Holocentrimorphaceae | Holocentriformes (squirrelfish; soldier fishes) |
|                      | Holocentriformes (squirrelfish; soldier fishes) |
|                      | Percomorpha                                     |
|                      |                                                 |

|  | Beryciformes (alfonsinos; whalefishes)           |
|  |                                                  |
|  | Trachichthyiformes (pinecone fishes; slimeheads) |
|  |                                                  |

| Holocentrimorphaceae | Holocentriformes (squirrelfish; soldier fishes) |
|                      | Holocentriformes (squirrelfish; soldier fishes) |
|                      | Percomorpha                                     |
|                      |                                                 |

| Zeiariae | Zeiformes (dories)                                                                              |
|          | Zeiformes (dories)                                                                              |
| Gadariae | \| \| Stylephoriformes (tube-eyes, thread-fins) \| \| \| \| \| \| Gadiformes (cods) \| \| \| \| |
|          | \| \| Stylephoriformes (tube-eyes, thread-fins) \| \| \| \| \| \| Gadiformes (cods) \| \| \| \| |
|          | Stylephoriformes (tube-eyes, thread-fins)                                                       |
|          |                                                                                                 |
|          | Gadiformes (cods)                                                                               |
|          |                                                                                                 |

|  | Stylephoriformes (tube-eyes, thread-fins) |
|  |                                           |
|  | Gadiformes (cods)                         |
|  |                                           |

| Zeiariae | Zeiformes (dories)                                                                              |
|          | Zeiformes (dories)                                                                              |
| Gadariae | \| \| Stylephoriformes (tube-eyes, thread-fins) \| \| \| \| \| \| Gadiformes (cods) \| \| \| \| |
|          | \| \| Stylephoriformes (tube-eyes, thread-fins) \| \| \| \| \| \| Gadiformes (cods) \| \| \| \| |
|          | Stylephoriformes (tube-eyes, thread-fins)                                                       |
|          |                                                                                                 |
|          | Gadiformes (cods)                                                                               |
|          |                                                                                                 |

|  | Stylephoriformes (tube-eyes, thread-fins) |
|  |                                           |
|  | Gadiformes (cods)                         |
|  |                                           |

| Zeiariae | Zeiformes (dories)                                                                              |
|          | Zeiformes (dories)                                                                              |
| Gadariae | \| \| Stylephoriformes (tube-eyes, thread-fins) \| \| \| \| \| \| Gadiformes (cods) \| \| \| \| |
|          | \| \| Stylephoriformes (tube-eyes, thread-fins) \| \| \| \| \| \| Gadiformes (cods) \| \| \| \| |
|          | Stylephoriformes (tube-eyes, thread-fins)                                                       |
|          |                                                                                                 |
|          | Gadiformes (cods)                                                                               |
|          |                                                                                                 |

|  | Stylephoriformes (tube-eyes, thread-fins) |
|  |                                           |
|  | Gadiformes (cods)                         |
|  |                                           |

| Zeiariae | Zeiformes (dories)                                                                              |
|          | Zeiformes (dories)                                                                              |
| Gadariae | \| \| Stylephoriformes (tube-eyes, thread-fins) \| \| \| \| \| \| Gadiformes (cods) \| \| \| \| |
|          | \| \| Stylephoriformes (tube-eyes, thread-fins) \| \| \| \| \| \| Gadiformes (cods) \| \| \| \| |
|          | Stylephoriformes (tube-eyes, thread-fins)                                                       |
|          |                                                                                                 |
|          | Gadiformes (cods)                                                                               |
|          |                                                                                                 |

|  | Stylephoriformes (tube-eyes, thread-fins) |
|  |                                           |
|  | Gadiformes (cods)                         |
|  |                                           |

|  | Beryciformes (alfonsinos; whalefishes)           |
|  |                                                  |
|  | Trachichthyiformes (pinecone fishes; slimeheads) |
|  |                                                  |

| Holocentrimorphaceae | Holocentriformes (squirrelfish; soldier fishes) |
|                      | Holocentriformes (squirrelfish; soldier fishes) |
|                      | Percomorpha                                     |
|                      |                                                 |

|  | Beryciformes (alfonsinos; whalefishes)           |
|  |                                                  |
|  | Trachichthyiformes (pinecone fishes; slimeheads) |
|  |                                                  |

| Holocentrimorphaceae | Holocentriformes (squirrelfish; soldier fishes) |
|                      | Holocentriformes (squirrelfish; soldier fishes) |
|                      | Percomorpha                                     |
|                      |                                                 |

|  | Beryciformes (alfonsinos; whalefishes)           |
|  |                                                  |
|  | Trachichthyiformes (pinecone fishes; slimeheads) |
|  |                                                  |

| Holocentrimorphaceae | Holocentriformes (squirrelfish; soldier fishes) |
|                      | Holocentriformes (squirrelfish; soldier fishes) |
|                      | Percomorpha                                     |
|                      |                                                 |

|  | Beryciformes (alfonsinos; whalefishes)           |
|  |                                                  |
|  | Trachichthyiformes (pinecone fishes; slimeheads) |
|  |                                                  |

| Holocentrimorphaceae | Holocentriformes (squirrelfish; soldier fishes) |
|                      | Holocentriformes (squirrelfish; soldier fishes) |
|                      | Percomorpha                                     |
|                      |                                                 |

## Registo fóssil e história evolutiva
Alguns otólitos, estruturas de carbonato de cálcio que formam as orelhas dos peixes, foram encontrados no Período Jurássico e podem pertencer a acantomorfos, mas os fósseis mais antigos deste táxon são conhecidos apenas a partir de meados do Período Cretáceo, cerca de 100 milhões de anos atrás. Os acantomorfos do início do Cretáceo Superior eram pequenos, tipicamente com cerca de 4 centímetros de comprimento e bastante raros.  No início da era Cenozóica, eles explodiram em uma radiação adaptativa; portanto, na época em que seus fósseis começaram a aparecer com mais frequência em estratos da idade do Eoceno, eles haviam alcançado sua diversidade moderna de 300 famílias.
Escamas de peixes recentemente descobertas na Polônia sugerem que os acantomorfos mais antigos ocorreram no final do Triássico.
Alguns exemplos de gêneros acantomorfos extintos incluem:
- Asineops
- Congorhynchus
- Blochius
- Enniskillenus
- Homorhynchus
- Omosomopsis
- Palaeorhynchus
- Pharmacichthys
- Pseudotetrapterus